# Oberwolfach-Preis
Der Oberwolfach-Preis des Mathematischen Forschungsinstituts Oberwolfach wird etwa alle drei Jahre an junge europäische Mathematiker verliehen. Er ist mit 10.000 Euro dotiert. Die Finanzierung des Preises erfolgt durch die Oberwolfach Foundation.

## Preisträger
- 1991 – Peter Kronheimer, Oxford
- 1993 – Jörg Brüdern, Stuttgart
0000 – Jens Franke, Bonn
- 1996 – Gero Friesecke, Oxford
0000 – Stefan Sauter, Zürich
- 1998 – Alice Guionnet, Paris
- 2000 – Luca Trevisan, Berkeley
- 2003 – Paul Biran, Tel Aviv
- 2007 – Ngô Bao Châu, Orsay
- 2010 – Nicola Gigli, Nizza
0000 – László Székelyhidi, Bonn
- 2013 – Hugo Duminil-Copin, Genf
- 2016 – Jacob Fox, Stanford
- 2019 – Oscar Randal-Williams, Cambridge
- 2022 – Vesselin Dimitrov, Princeton